# Fuerza de Defensa Australiana
La Fuerza de Defensa Australiana (en inglés Australian Defence Force o ADF) es la organización militar responsable de la defensa de Australia. Está compuesta por la Real Armada de Australia, el Ejército de Tierra de Australia y la Real Fuerza Aérea de Australia y una serie de unidades de los tres cuerpos.
Durante las primeras décadas del siglo XX, el gobierno de Australia estableció los 3 cuerpos armados separados. Cada cuerpo tenía una cadena de mando independiente. En 1976 el gobierno llevó a cabo unos cambios estratégicos y estableció que las Fuerzas Armadas debían estar todas bajo un poder único. Con el tiempo el nivel de integración ha crecido y los servicios enfocados a los tres cuerpos en materia de mando, logística e instituciones de entrenamiento han ido sustituyendo a aquellos que estaban enfocados a solo uno de los cuerpos.
Las Fuerzas Armadas de Australia están tecnológicamente desarrolladas aunque son pequeñas. A pesar de que sus 51 000 militares activos a tiempo completo y los 19 400 reservistas la hacen la fuerza militar más grande de Oceanía, es mucho más pequeña que las fuerzas militares asiáticas y tiene escasez de personal cualificado en algunas categorías. Sin embargo, las Fuerzas Armadas de Australia son capaces de desplegar tropas en diversos puntos fuera de Australia.